# Parc de Pourtalès
Le parc de Pourtalès est un parc public de la ville de Strasbourg, situé au nord-est du quartier de la Robertsau. D'une superficie de 25 hectares, c'est l'un des plus grands parcs de la ville. Contigu à la forêt de la Robertsau, il abrite le château de Pourtalès.

## Composition

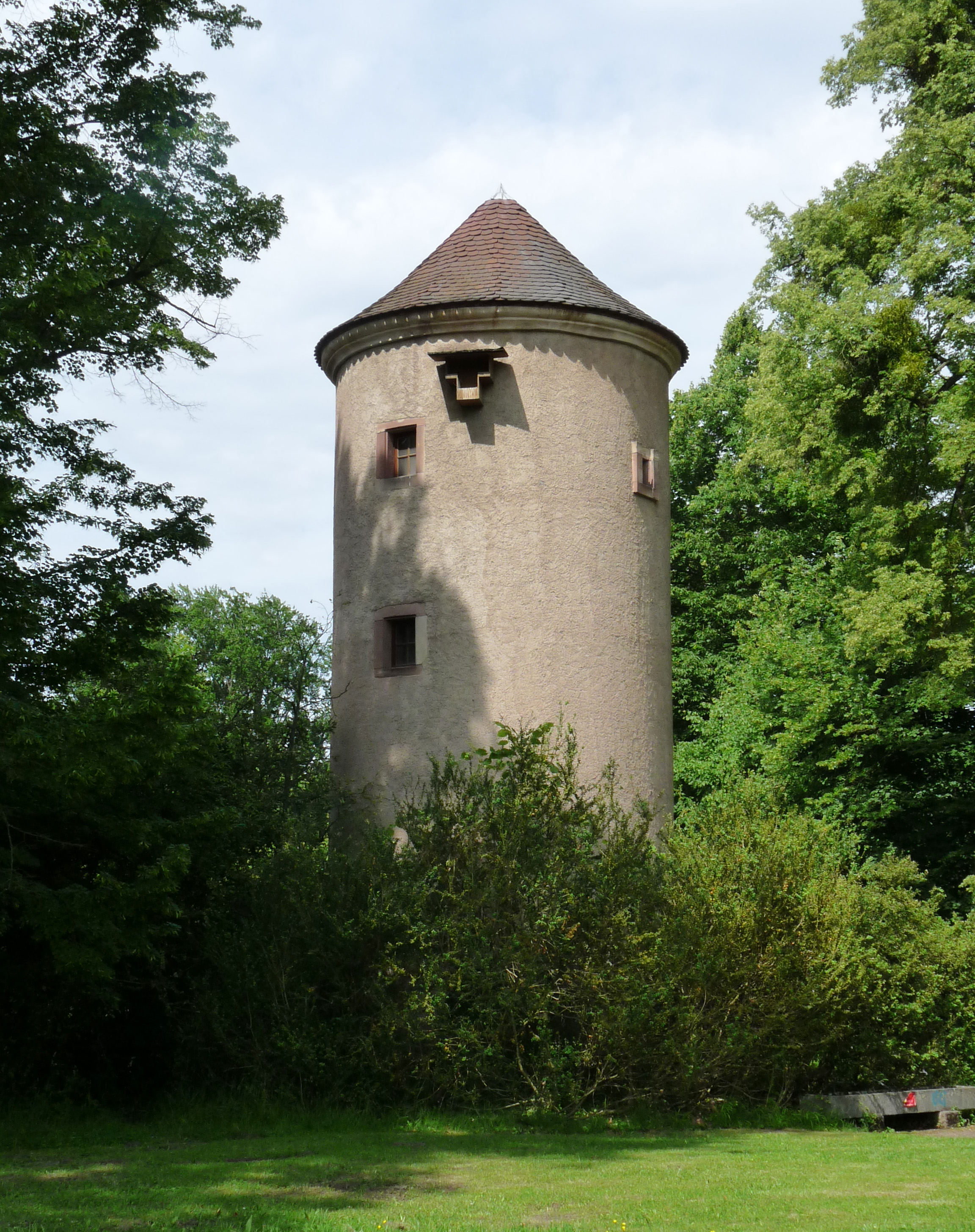
Le pigeonnier.

Le parc comprend un pont de jardin, une maison, une ferme, une clôture de jardin, une serre, une conciergerie, un pigeonnier, une allée, un portail, une passerelle, une fontaine et deux anciens étangs.
Il reste peu de choses du décor initial du parc, à l'exception de deux statues très endommagées – l'une d'Apollon, l'autre de Flore – et de quelques putti d'une allégorie des saisons. Le jardin paysager a été envahi par la nature et en 1964 la suppression des canaux a provoqué l'assèchement des étangs.
Aujourd'hui le parc possède un côté "sauvage" et "naturel". Il comporte de nombreux arbres remarquables. 
Fin 2014, l'ancien canal des Français, qui traversait le parc, est en cours de restauration. Les travaux, qui s’achèveront au printemps 2015, doivent aboutir à la remise en eau du canal et des anciens étangs qui sont aujourd'hui une roselière. Une partie de la roselière sera néanmoins conservée afin de protéger des espèces de plantes menacées.

### Sculptures contemporaines

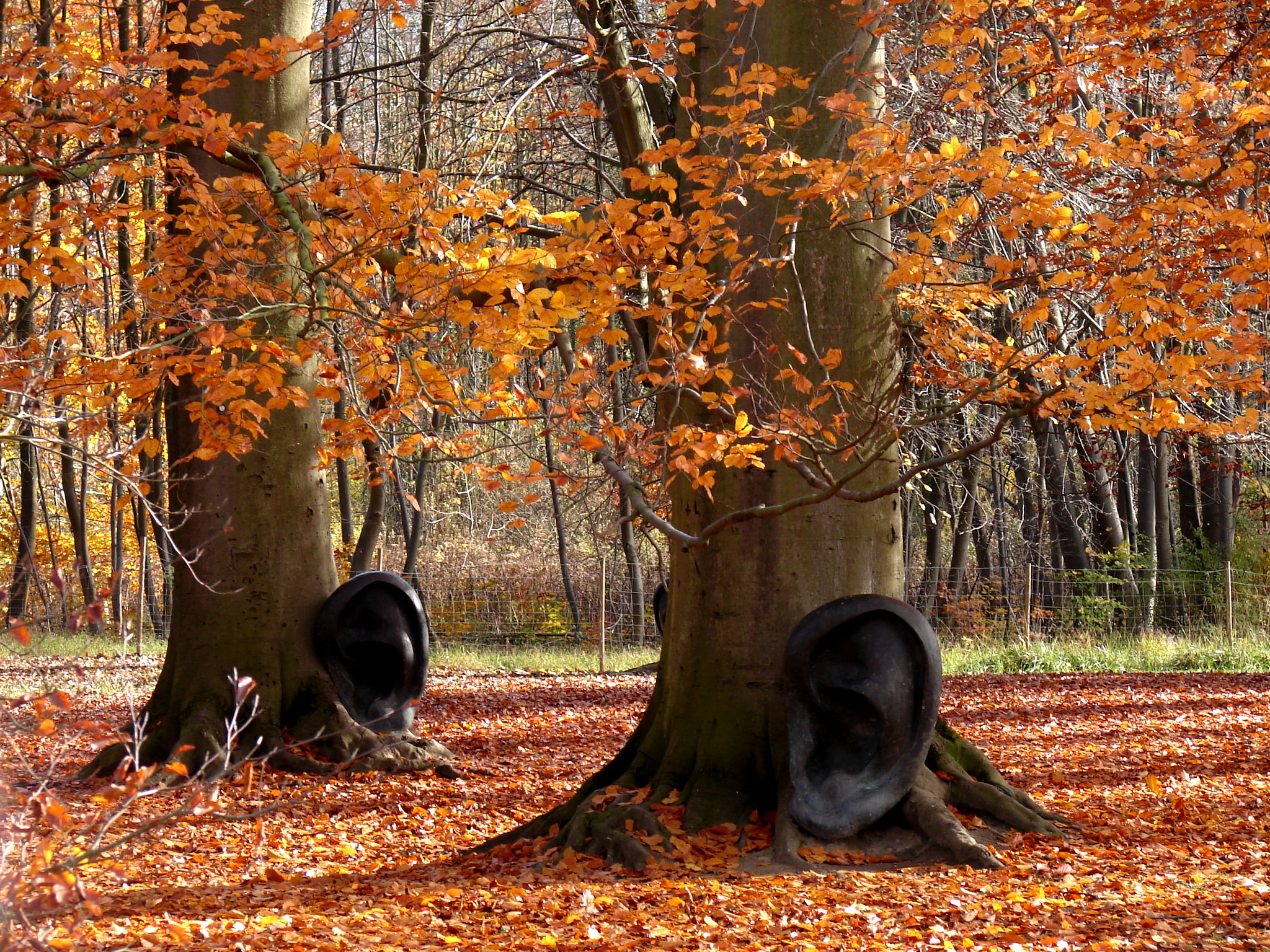
Éléments de l'œuvre Il bosco guarda e ascolta de Claudio Parmiggiani.

Dans le cadre d'un projet conçu par le Centre européen d'actions artistiques contemporaines (CEAAC), une collection de sculptures contemporaines a été installée en divers points du parc.
- En 1988, Ernest Pignon-Ernest mêle l'humain et le végétal avec Les Arbrorigènes, des personnages de 1,80m, recouverts de microalgues et de mousse polyuréthane, camouflés dans les arbres[6] font corps avec la nature. Ces sculptures végétales anthropomorphes ont été moulées d’après modèles vivants. L'artiste parle du secret de la vie végétale : la photosynthèse. Les matières organiques de ces corps de mousse se détériorent et sont vouées à disparaître.

- Claudio Parmiggiani est l'auteur de Il bosco guarda e ascolta (« la forêt regarde et écoute »), une installation de 1990, 110cm de hauteur. Cette œuvre composite et hybride : éléments naturels (stigmates de chutes et de coupe de branches : cerneaux semblables à des yeux) et éléments humains (oreilles de bronze). Tandis qu'il y avait 15 éléments avant la tempête de 1999, aujourd'hui il n'en reste plus que 7. Les oreilles sculptées sont une reproduction agrandie d’un modèle de sculpture antique. Cette œuvre est onirique par ses dimensions surréalistes, la forêt semble animée et magique.
- Connu pour ses sculptures de lièvres excentriques, le britannique Barry Flanagan réalise en 1992 The Bowler (305 x 85 x 224 cm), un autre lièvre en bronze filiforme et anthropomorphisé, posé sur un socle[7] qui fut inspiré à l'artiste par un lièvre bondissant dans la neige. C'est un personnage très british puisqu'il s'agit d'un joueur de cricket qui, par sa posture, nous rappelle les statues antiques de héros et en particulier le Discobole. En imitant l’être humain, il se moque gentiment du sérieux que celui-ci attache aux activités supposées « ludiques » en se jouant des codes de la sculpture animalière classique. « Je m’estime flatté et même comblé si on rit en voyant mes œuvres. »

- En 1995, le sculpteur allemand Stephan Balkenhol cultive le mystère avec À travers l'arbre, un tronc debout, coupé en deux dans le sens vertical. À l'intérieur le spectateur découvre d'énigmatiques personnages sculptés, d'inspiration mythologique et pourtant résolument contemporains[8]. Aujourd'hui, cette œuvre n'est plus visible.

- La même année, l'alsacien Jean-Marie Krauth, dont la pratique repose sur la mémoire des lieux, propose Leur Lieu. Il s'agit d'une installation composée de 137 figurines de bronze, 13,5cm de hauteur,  réalisées grâce à un moule de Saint-Nicolas en chocolat. D'apparence générique, ces lutins sans visage semblent avoir enfin retrouvé « leur lieu » : une forêt peuplée de rêves et de légendes. Jean-Marie Krauth attache de l'importance au réenchantement du quotidien.

- En 1998, Sarkis a conçu Près de l'arbre. À Mathias Grünewald, une construction dodécagonale en verre coloré évoquant une gloriette[9]. Une porte incolore invite tout artiste à y pénétrer pour créer. Le hêtre mort que Sarkis avait installé auprès de sa structure a disparu lors de la tempête de 1999.

- Gaetano Pesce présente, dès 1999, Ce n’est pas ici. L'installation est composé de plusieurs éléments : un fauteuil en bronze aux rondeurs maternelles (130x112x106 cm), pot d’un arbuste transformé en tour monumentale de bois (400x110x110 cm), une maison d’ifs (310x180x250 cm) et une boule en caoutchouc (60 cm de diamètre). Le changement d’échelle et de perspective existe pour provoquer une perte de repères. Gaetano Pesce se joue du détournement, la manière dont l’humain utilise la nature : contempler, apprivoiser, aménager sans toutefois oublier les ravages humains sur la nature. La frontière est brouillée entre l’espace domestique (privé), et l’espace naturel (publique). L'artiste ici souligne le potentiel artistique des objets quotidiens par des allures surréalistes.
- Si vous êtes perdus, un conseil : allez consulter le génie du lieu ! Le Genius Loci (2001 - ensemble sculpté en résine) de Giulio Paolini se présente sous la forme d'un homme accroupi étudiant une carte au sol. Il nous invite à aller découvrir toutes les autres œuvres, signalées par des sphères tout en nous renvoyant à notre propre situation de spectateur·ices munies d’un plan du parc. L’œuvre fonctionne comme une narration poétique du lieu : celui-ci se retrouve décomposé et mis en abîme par un jeu d’échelle et de distance qui rythme l’ensemble de l’installation. Ce “génie du lieu” qui semblerait vouloir nous aider paraît plutôt semer le trouble. Les dimensions du plan s’amenuisent, la carte perd de son intérêt utilitaire.
- Au détour d'un chemin, le·la promeneur·euse aperçoit du orange vif à travers les herbes hautes et se retrouve nez-à-nez avec Détour (2005 - Granit et acier peint - 1,5 x 27 m) de Jimmie Durham. Un bloc massif de granit (élément naturel), reposant comme tombé du ciel, fait la rencontre incongrue d'un serpent de fonte (objet fabriqué) d'un orange immanquable rappelant les chantiers urbains. Le parcours de ce serpent aux détours improbables  est un pied de nez aux activités humaines dont le sens nous échappe parfois, souvent. L'artiste crée de fortes oppositions : perfection / temps long de la nature à la futilité / précipitation des efforts humains.
- L'illustratrice strasbourgeoise Caroline Gamon a designé le nouveau plan du parc de Pourtalès, disponible gratuitement sur le site du CEAAC.

### Le château de Pourtalès

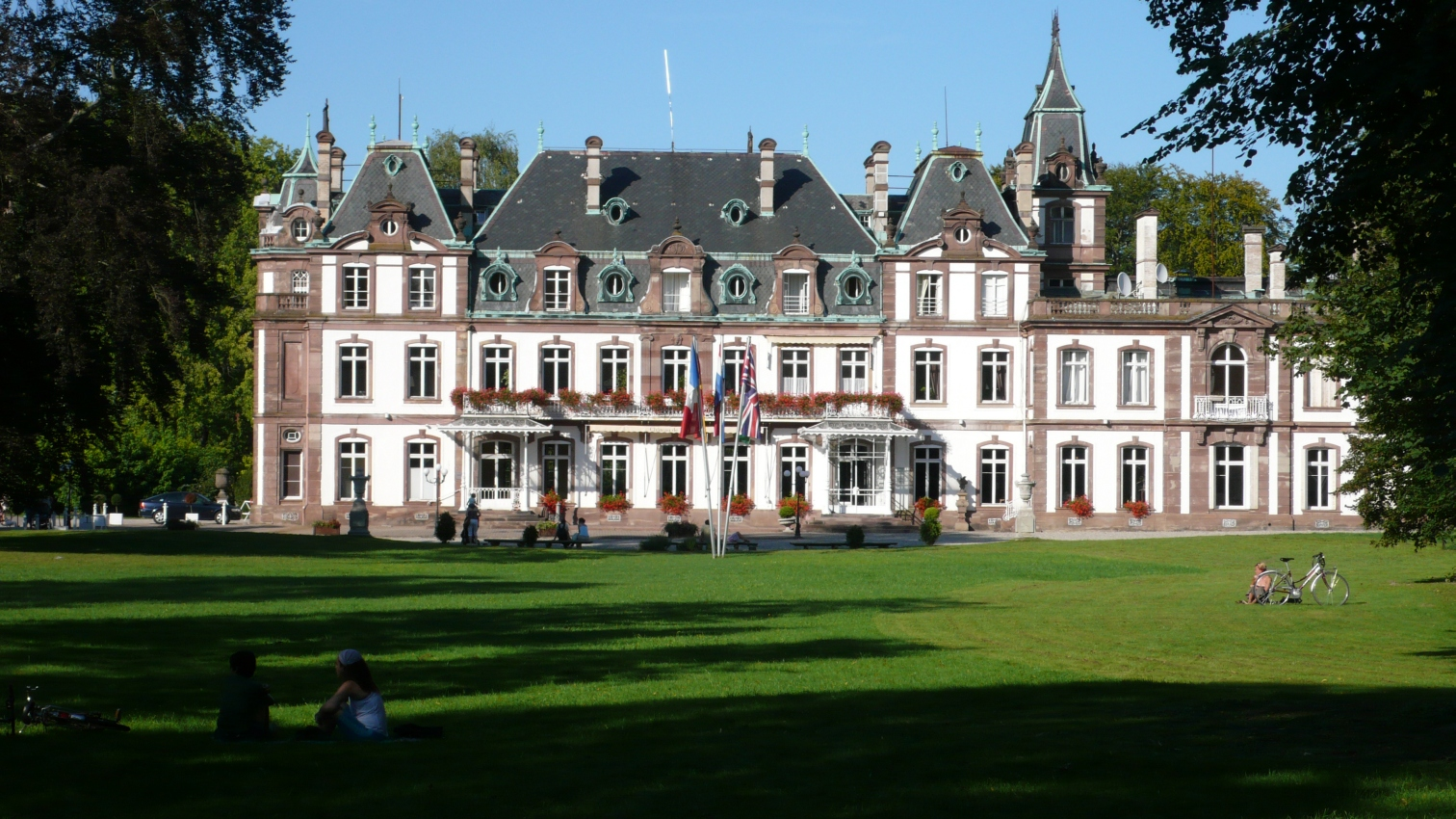
Le château de Pourtalès.

Au centre du parc se dresse un château du XVIIIe siècle. 
Il fait l’objet d’une inscription au titre des monuments historiques depuis le 21 décembre 1984,.

## Drame de Pourtalès
Le 6 juillet 2001, lors d'un spectacle donné dans le cadre de l'Eté culturel organisé par la mairie de Strasbourg dans le parc du château, le groupe yiddish Mamas et papas joue quand un violent orage éclate. Le spectacle est interrompu et les spectateurs s'abritent sous la tente de la buvette quand un platane d'une quarantaine de mètres de haut s'effondre sur l'abri de toile provoquant la mort accidentelle de 13 spectateurs dont deux enfants et fait 97 blessés.
En 2007, la ville de Strasbourg jugée en tant que personne morale, est reconnue coupable d'homicides et de blessures involontaires et est condamnée à 150 000 euros d'amende,.
Le drame laisse des traces à Strasbourg et modifie en profondeur la prise en compte des alertes météo. Dorénavant les parcs sont systématiquement fermés dans la ville en cas d'alerte de vent violent.